# 一條秀子
一條秀子（1825年11月22日（文政8年10月13日）—1850年7月14日（嘉永3年6月6日）），法名澄心院，日本江戶時代人物，為左大臣一條忠良十四女，別名壽明姬。後嫁與江戶幕府第13代將軍德川家定為繼室。
嘉永元年（1848年），家定最初的正室鷹司任子逝世，同年與家定訂下婚約。嘉永2年（1849年）11月22日成婚，被稱作御簾中（將軍世子的正室）。只是，秀子有著些許駝背（「藤岡屋日記」載「三尺」）、腳的長度不均等這樣的傳言在輿入前開始流傳著。以此傳言為根本，歌川國芳在「きたないめい医 難病療治」的浮世繪版畫中有描寫到。
婚後一年的嘉永3年（1850年）5月27日秀子發病，6月6日26歲時死去（然而幕府的公開聲明作為6月24日死去）。葬於寬永寺，追贈從二位，法名為澄心院殿珠現円照大姊。然而，秀子與任子同様在家定就任將軍前便逝世的，因此並無御台所的稱號。
秀子死後6年，來自薩摩藩的天璋院作為正室正式輿入大奧。